# Új-zélandi oroszlánfóka
Az új-zélandi oroszlánfóka (Phocarctos hookeri) az emlősök (Mammalia) osztályának ragadozók (Carnivora) rendjébe, ezen belül a fülesfókafélék (Otariidae) családjába tartozó Phocarctos nem egyetlen  faja.

## Előfordulása
Új-Zélandon és az Auckland-szigeteken honos.

## Megjelenése
A hímek súlya 410 kilogramm, hossza pedig elérheti a 3,5 métert. A nőstények kisebb méretűek, testsúlyuk átlagosan 230 kilogramm, hosszuk 2 méter.

## Életmódja
Ragadozó állat. Fő táplálékai halak, fejlábúak, rákok, kagylók és pingvinek.

## Külső hivatkozások
- Képek a fajról